# Karel van Sint-Omaars
Karel van Sint-Omaars (Moerkerke, 1533 - 12 februari 1569), heer van Moerbeke, Dranouter, Merris, Oudenem, Moerkerke, etc. was een Vlaams plantkundige en humanist in het graafschap Vlaanderen.

## Levensloop
Hij was de zoon van Joos van Sint-Omaars en Anna van Praet. Hij bewoonde het Kasteel van Moerkerke en was tevens heer van Dranouter. Daarnaast bezat hij ook nog een huis in Brugge aan de Koningsbrug, genaamd hof van Praet of hof van Ryckenburg (Richebourg), langs de Spiegelrei.

## Huwelijken
Karel huwde met Françoise de Blois, gezegd Trèslong, en na haar overlijden met Anne d’Oingnies. Beide huwelijken bleven kinderloos. 
Anna hertrouwde met Jehan d'Estourmel, heer van Vandeville, Steenwerck, Douxlieu, etc. Ze stierf in 1577 en werd in de kerk van Steenwerck begraven.

## Botanicus
Als botanicus maakte hij veel werk van de beschrijving van de inlandse fauna en flora.
Dank aan hem werd in Brugge een hoogtepunt bereikt op het gebied van de botanica. De grote wetenschapper Lobelius (1538-1616) heeft van hem geschreven dat hij zijns ghelijcke niet ghehadt en heeft onder alle de Cruyde-Liefhebbers van Europa om alle de gheslachten van cruyden tzy vremde oft intlandsche te doen naer tleven conterfeyten gheenen cost spaerende. Rond zijn kasteel in Moerkerke bij Brugge had hij een van de mooie tuinen uit die tijd aangelegd. Luigi Guicciardini vond het de moeite waard om in zijn beschrijving van de Nederlanden ook de tuin van Karel van Saint-Omer te vermelden. En Antonius Sanderus roemde hem in zijn Flandria Illustrata en schreef dat hij als geen ander de kennis van planten en dieren bezat.
Had hij alleen maar zijn tuin onderhouden, dan zou de Saint-Omer, die paar citaten niet te na gesproken, letterlijk "in de natuur" verdwenen zijn. Maar hij deed veel meer. Hij nam de Brugse schilder Jacob Van den Coornhuuse (ca. 1529 - ca. 1584) in zijn dienst en die maakte voor hem, samen met een paar medewerkers, onder wie vermoedelijk Pieter van der Borcht (1545-1608), meer dan 1600 aquarellen, waarvan meer dan 1400 reproducties gaven van de toen bekende planten en bloemen. Karel van Saint-Omer wou hieraan een grote publicatie wijden, waarvoor hij zelfs al een naam had, de Centuriae plantarum rariorum. Clusius verbleef bij hem in Moerkerke om de begeleidende teksten op te stellen. Helaas werd dit plan door de vroegtijdige dood van Sint-Omaars gedwarsboomd.

## Collectie
Hij had een fortuin besteed aan de realisatie van deze collectie, die thans geldt als een van de voornaamste botanische verzamelingen uit de Renaissance. Ze bestaat nog steeds en wordt in de bibliotheek van de Jagiellonische Universiteit in Krakau bewaard.
De verzameling aquarellen werd na de dood van Karel aan de medische faculteit van Leuven geschonken. In 1595 verwierf Karel van Arenberg (1550-1616) de collectie, die door hem werd uitgebreid met aquarellen van de hand van Raphaël van Coxcie. Later kwam de verzameling in de bibliotheek van Friedrich Wilhelm, keurvorst van Brandenburg en later koning van Pruisen. Deze bibliotheek lag aan de basis van de Koninklijke Bibliotheek van Berlijn, die in 1919 de Preussische Staatsbibliothek werd. Zo belandden de Brugse aquarellen in Berlijn waar ze, ondertussen gebonden in 15 banden, een naamloos bestaan leidden onder de signatuur 'Libri picturati A 16-30'.
In de Tweede Wereldoorlog werd de collectie ter bescherming in de kerk van het benedictijnenklooster in Grüssau (Krzeszów) in Polen (Silezië) ondergebracht. Na de oorlog bleef de verzameling in Polen en kwam in 1947 in de universiteitsbibliotheek van Krakau (Kraków), de Jagiellonische Bibliotheek of Biblioteka Jagiellońska, terecht. Deze collectie bevat 112 aquarellen van vogels, 36 van vissen en 28 van viervoeters. Het grootste deel van de verzameling (1429 aquarellen, samengebracht in de banden A18 tot A30) bestaat uit aquarellen van planten. Ze kan als een der belangrijkste plantenverzamelingen uit de 16e eeuw bestempeld worden.
Als bij wonder overleefde de verzameling oorlogen en plundering. Ze werd herontdekt door Helana Wille, die op 16 mei 2008 promoveerde aan de universiteit van Leuven op het proefschrift De albums van Karel van Sint Omaars. Een aristocratisch natuurobservator uit de Renaissance.

## Heerlijkheid Moerkerke en kasteel van Moerkerke
Karel verkocht de heerlijkheid van Moerkerke in Mijnsheerenland, Zuid-Holland op 17 juli 1566 aan Goossen van Raesfelt.
Op het kasteel van Moerkerke in Vlaanderen, bezat hij een collectie schilderijen en een bibliotheek met Griekse, Latijnse en Franse boeken. Op het kasteel waren verder twee kabinetten (Wunderkammern des Wissens). Verder hing het kasteel vol wandtapijten. Bij het Kasteel van Moerkerke legde hij, naast een kleine zoo ook een uitgebreide botanische tuin aan, die als een der eerste van Vlaanderen wordt beschouwd.
Karel overleed in het kasteel en werd in een nieuw aangelegde grafkelder in de kerk van Moerkerke begraven. Anna, zijn tweede vrouw, bleef op het kasteel wonen.
In 1577 ging het kasteel over in handen van Cornelius van Moerkerke, feodaal erfgenaam, en zijn zoon Maximiliaan, die het leen in 1586 door geldproblemen moest verkopen.